# 巴焦格索瓦特
巴焦格索瓦特，是匈牙利杰尔-莫雄-肖普朗州所辖的一个村。总面积24.06平方公里，总人口1306，人口密度54.3人/平方公里（2011年1月1日）。